# جو إل. براون
جو إل. براون (بالإنجليزية: Joe L. Brown)‏ هو مدرب كرة القاعدة ‏ أمريكي، ولد في 1 سبتمبر 1918، وتوفي في 15 أغسطس 2010.